# District de Marvejols
Le district de Marvejols est une ancienne division territoriale française du département de la Lozère de 1790 à 1795.
Il était composé des cantons de Marvejols, la Canourgue, Chirac, Nasbinals, Saint Germain du Teil et Saint Sauveur.